# Зеніт (фільм)
«Зеніт» (хорв. Zvizdan) — хорватський драматичний фільм, написаний та знятий Далібором Матаничем. Фільм показали у секції «Особливий погляд» на Каннському кінофестивалі 2015, де він отримав «Приз журі». Це перша хорватська стрічка, яка потрапила на Каннський кінофестиваль після проголошення незалежності країни у 1991 році. Фільм був висунутий Хорватією на премію «Оскар-2016» у номінації «найкращий фільм іноземною мовою». В Україні прем'єра відбулась 15 липня 2015 року на Одеському міжнародному кінофестивалі 2015.

## Сюжет
Дія фільму розвивається протягом трьох десятиліть. Головні герої — сербська дівчина і хорватський юнак. Вони люблять один одного, але не можуть бути разом через обставини.

## У ролях
- Тіана Лазович — Олена / Наталя / Марія
- Ґоран Маркович — Іван / Анте / Лука
- Нів Іванкович — Олена, мати Наталі
- Дадо Чошич — Саша
- Стайп Радожа — Бозо / Івно
- Трпімір Юркич — Іван, батько Луки
- Міра Баняц — бабуся Івана
- Славко Собін — Мане / Діно

## Визнання
| Нагороди та номінації фільму «Зеніт» | Нагороди та номінації фільму «Зеніт»          | Нагороди та номінації фільму «Зеніт»                   | Нагороди та номінації фільму «Зеніт» | Нагороди та номінації фільму «Зеніт» | Нагороди та номінації фільму «Зеніт» |
| Рік                                  | Кінопремія / Кінофестиваль                    | Категорія / Нагорода                                   | Номінант                             | Результат                            |                                      |
| ------------------------------------ | --------------------------------------------- | ------------------------------------------------------ | ------------------------------------ | ------------------------------------ | ------------------------------------ |
| 2015                                 | Каннський кінофестиваль                       | Найкращий фільм «Особливого погляду»                   | «Зеніт»                              | Номінація                            |                                      |
| 2015                                 | Каннський кінофестиваль                       | Приз журі «Особливого погляду»                         | «Зеніт»                              | Перемога                             |                                      |
| 2015                                 | Одеський міжнародний кінофестиваль            | «Золотий Дюк» за найкращий фільм                       | «Зеніт»                              | Номінація                            |                                      |
| 2015                                 | Пулський кінофестиваль                        | «Велика Золота Арена» за найкращий фільм               | «Зеніт»                              | Перемога                             |                                      |
| 2015                                 | Пулський кінофестиваль                        | «Золота Арена» за найкращу режисерську роботу          | Далібор Матанич                      | Перемога                             |                                      |
| 2015                                 | Пулський кінофестиваль                        | «Золота Арена» за найкращу жіночу роль                 | Тігана Лазович                       | Перемога                             |                                      |
| 2015                                 | Пулський кінофестиваль                        | «Золота Арена» за найкращу чоловічу роль другого плану | Дадо Чошич                           | Перемога                             |                                      |
| 2015                                 | Пулський кінофестиваль                        | «Золота Арена» за найкращу жіночу роль другого плану   | Нів Іванкович                        | Перемога                             |                                      |
| 2015                                 | Пулський кінофестиваль                        | «Золота Арена» за найкращий дизайн костюмів            | Ана Савіч Гецан                      | Перемога                             |                                      |
| 2015                                 | Сараєвський кінофестиваль                     | «Серце Сараєва» за найкращий фільм                     | «Зеніт»                              | Номінація                            |                                      |
| 2015                                 | Сараєвський кінофестиваль                     | Нагорода C.I.C.A.E.                                    | «Зеніт»                              | Перемога                             |                                      |
| 2015                                 | Гентський міжнародний кінофестиваль           | Гран-прі за найкращий фільм                            | «Зеніт»                              | Номінація                            |                                      |
| 2015                                 | Словенський кінофестиваль                     | Найкраща міноритарна ко-продукція                      | «Зеніт»                              | Перемога                             |                                      |
| 2015                                 | Словенський кінофестиваль                     | Найкраща операторська робота                           | Марко Брдар                          | Перемога                             |                                      |
| 2015                                 | Словенський кінофестиваль                     | Нагорода словенської арт-кіно мережі                   | «Зеніт»                              | Перемога                             |                                      |
| 2015                                 | Німецький фестиваль східно-європейського кіно | Найкращий фільм (Міжнародний конкурс)                  | «Зеніт»                              | Перемога                             |                                      |
| 2015                                 | Німецький фестиваль східно-європейського кіно | Найкраща акторка                                       | Тігана Лазович                       | Перемога                             |                                      |
| 2015                                 | Німецький фестиваль східно-європейського кіно | Приз екуменічного журі                                 | «Зеніт»                              | Перемога                             |                                      |